# Barbershop
Barbershop (Brasil: Uma Turma do Barulho ) é um filme de comédia estadunidense de 2002 dirigido por Tim Story, produzido pela State Street Pictures e lançado pela Metro-Goldwyn-Mayer em 13 de setembro de 2002. Estrelado por Ice Cube, Cedric the Entertainer, e Anthony Anderson, o filme gira em torno da vida social em uma barbearia no South Side de Chicago. Barbershop também tem no elenco a cantora Eve e Michael Ealy.

## Sinopse
Em um inverno frio, Calvin Palmer, Jr. (Ice Cube) decide que ele teve o suficiente de tentar manter aberta a barbearia de que seu pai entregou a ele. Ele não pode emprestar, as receitas estão caindo, e ele parece mais interessado em esquemas de enriquecimento rápido para trazer dinheiro fácil. Sem contar a seus empregados, ou os clientes, ele vende a barbearia para um agiota ganancioso, Lester Wallace (Keith David), que fica a cerca de seu futuro, anunciando planos para transformá-lo em um clube de striptease.
Depois de passar um dia de trabalho, e perceber o quão vital a barbearia é a comunidade do entorno, Calvin repensa sua decisão e tenta pegar a loja de volta - apenas para descobrir que Wallace quer o dobro de 20,000 dólares que pagou a Calvin para devolvê-lo, e antes das 07:00 da noite naquele dia. Logo depois, ele admite aos funcionários que ele vendeu a loja de barbeiro, e que seria o encerramento no final do dia, a polícia chega para prender um dos barbeiros, chamado Ricky (Michael Ealy). Ele é acusado de dirigir sua caminhonete em um mercado próximo para roubar um caixa eletrônico, mas é revelado que o ladrão do caixa eletrônico é JD (Anthony Anderson), um primo de Ricky, era na verdade a pessoa que cometeu o crime depois de tomar emprestado o caminhão de Ricky. Porque este é, potencialmente, Ricky é 'terceiro strike', uma lei americana que pune, de forma especialmente severa, o criminoso condenado pela terceira vez, ele pode ser condenado à prisão perpétua. Calvin usa os US $ 20.000, a partir de Lester, para socorrer Ricky fora da cadeia ainda Ricky está com raiva, pois acredita que Calvin o traiu.
Calvin revela que ele encontrou uma arma no armário de Ricky na barbearia e mostra a ele. Eles param o carro e Ricky joga a arma no rio, provando que ele não quer entrar em mais problemas. Em seguida, ambos vão ver Lester. Lester, assim como JD e Billy (Lahmard Tate) (que ainda estavam tentando roubar o caixa eletrônico a céu aberto) são confrontados com Calvin e Ricky. Eles exigem Lester dar a barbearia de volta. Lester fica furioso e ordena que seu guarda-costas Monk tirar a arma dele. A polícia chega a tempo de salvar Calvin e Ricky mas JD e Billy são presos. Calvin e Ricky vão ver o caixa eletrônico, e obter uma recompensa de US $ 50.000 para devolvê-lo à polícia. Eles recebem o dinheiro, e a barbearia reabre com ainda melhor negócio do que antes. Enquanto isso, a esposa de Calvin, Jennifer (Jazsmin Lewis), deu à luz um menino. 

## Elenco
- Ice Cube como Calvin Palmer, Jr.
- Anthony Anderson como JD
- Cedric the Entertainer como Eddie
- Keith David como Lester Wallace
- Michael Ealy como Ricky Nash
- Sean Patrick Thomas como Jimmy James
- Eve como Terri Jones
- Troy Garity como Isaac Rosenberg
- Leonard Earl Howze como Dinka
- Jazsmin Lewis como Jennifer Palmer
- Lahmard Tate como Billy
- Tom Wright como Detective Williams
- Jason George como Kevin
- DeRay Davis como Rayford
- Parvesh Cheena como Samir
- Carl Wright como Checker Fred
- Kevin Morrow como Monk
- Norm Van Lier como Sam
- Jalen Rose como Ele mesmo

## Produção
Produzido em um orçamento de US $ 12 milhões, Barbershop, com uma história de Mark Brown e com roteiro de Brown, Marshall Todd e Don D. Scott, foi filmado em Chicago durante o inverno de 2001. Os cineastas usaram uma loja na zona sul de Chicago comunidade (79th Street and Exchange Avenue) que já foi uma lavanderia para construir o conjunto de barbearia de Calvin, e o conjunto foi duplicada em um estúdio. Semelhante ao que ele conseguiu com seu filme de 1997 Soul Food, produtor George Tillman Jr. queria retratar afro-americanos sob uma luz mais positiva e tridimensional do que muitos outros filmes de Hollywood tinham no passado. Este filme também apresenta três canções originais do cantor/compositor de R&B Sherod Lindsey.

## Recepção
O filme recebeu boas críticas. Rotten Tomatoes dá ao filme um "Fresh Certified" classificação e uma pontuação de 82%, com base em 124 comentários. Metacritic dá ao filme uma pontuação média ponderada de 66% com base em opiniões de 29 críticos.

## Sequências e spin-offs
Em 2004, a MGM lançou a sequência, Barbershop 2: Back in Business. Todo o elenco original voltou, mas o diretor Tim Story não. Este filme foi dirigido por Kevin Rodney Sullivan. No mesmo ano, Billie Woodruff dirigiu um spin-off filme intitulado Beauty Shop, com Queen Latifah como protagonista (personagem de Latifah fez sua estréia em Barbershop 2). Beauty Shop foi empurrado para ser lançado no verão 2004, e finalmente chegou aos cinemas em fevereiro de 2005.
Durante o outono de 2005, a State Street e Ice Cube estreou Barbershop: The Serie no canal a cabo Showtime, com Omar Gooding assumindo o papel de Ice Cube, Calvin. O personagem "Dinka" é renomeado para "Yinka" em Barbershop: The Serie, como "Dinka" não é um nome nigeriano típico (embora uma certa tribo no cinturão meio da Nigéria ostentar o nome "Dimka"). Além disso, o sobrenome de Isaac é alterada de "Rosenberg" para "Brice", e o personagem Ricky foi substituído por um mais endurecido ex-presidiário, Romadal.

## Trilha sonora
A trilha sonora contém música hip hop e da R&B e foi lançado em 27 de agosto de 2002 por Epic Records. Ele alcançou a posição #29 na Billboard 200 e #9 no Billboard R&B/Hip-Hop Albums.